# KQ-200 (航空機)
KQ-200 (Y-8Q)
ロービジ塗装のKQ-200（2024年撮影）
- 用途：対潜哨戒機 (MPA)
- 製造者：陝西飛機工業公司
- 運用者： 中華人民共和国（海軍）
- 生産数：20機以上
- 原型機：Y-8F-600

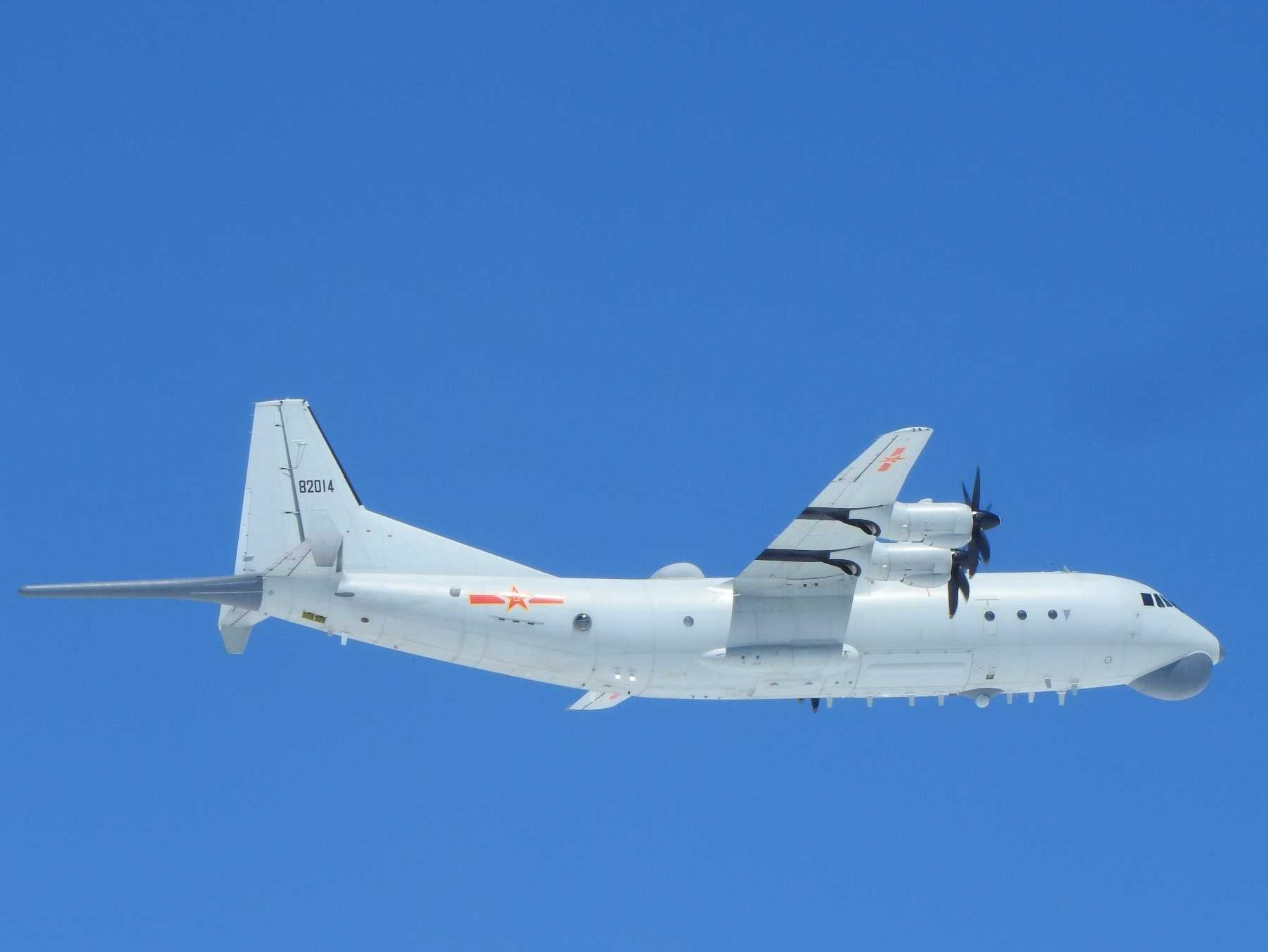
2021年に撮影されたKQ-200。

KQ-200は、中華人民共和国の陝西飛機工業公司がY-8輸送機をベースに開発した対潜哨戒機である。中国人民解放軍海軍によって運用されている。

## 名称
本機を示す名称は複数存在する。
本機はY-8を母機としてハイテク機を開発する「高新プロジェクト」の一環として開発されたものである。Y-8の派生型としてはY-8QあるいはY-8FQと称される。また、高新プロジェクトの番号を用いて、GX-6（高新6号）と称されることもある。
また、台湾国防部はY-8 ASW（運-8 反潜機）として扱っているが、自衛隊（統合幕僚監部）はY-9の派生型であると見做してY-9 哨戒機として扱っている。

## 概要
KQ-200はP-3Cに近い性能を持つと推測されている。動力は渦奨6C（WJ-6C）ターボプロップエンジン（5,100hp）を4発搭載し、航続距離は5,000km以上、最大速度は650km/hで5t以上の兵器を搭載することができる。
機首下部の大型レドームには洋上捜索用レーダーを、胴体下部には光学/赤外線探査装置ターレットを搭載し、尾部には磁気探知機を収納するためのテイルブームを備えている。
2017年から運用を開始し、2019年には全艦隊（北海艦隊、東海艦隊及び南海艦隊）に配備されており、2021年までに50機程度が就役していると推定されている。